# Étruscologie
L'étruscologie est l'étude de la civilisation étrusque en Italie.
Elle fait suite à l'étruscomanie des collectionnistes de la Renaissance italienne (cherchant, comme les Médicis, à prouver leur ascendance royale ancienne).
La reconnaissance de l'étruscologie comme une discipline bien identifiée parmi les sciences de l'Antiquité s'est faite entre les deux guerres mondiales. En 1925 est créé le Comitato Permanente per l’Etruria, qui deviendra en 1932 l'Istituto di Studi etruschi (aujourd'hui Istituto Nazionale di Studi Etruschi ed Italici). En 1926 a lieu le Primo convegno nazionale etrusco, à Florence ; l'année suivante, la revue de référence de l'étruscologie, les Studi etruschi, voit le jour. En 1928 se tient le premier congrès international consacré à l'étruscologie, à Florence et Bologne. Derrière la désignation d'étruscologue, on trouve des historiens, des archéologues et des historiens de l'art, des épigraphistes et des linguistes, des philologues et spécialistes des langues anciennes qui ont en commun d'étudier et d'interpréter les vestiges de toutes sortes que la civilisation étrusque a laissés.
Comme le signale Dominique Briquel en substance, la question de l'origine des Étrusques – question inexistante dans le cas d’autres civilisations – est posée depuis l’Antiquité, puisque le Grec Denys d'Halicarnasse, à l’époque d’Auguste, constatait déjà la singularité de la langue étrusque et s'interrogeait sur les origines de ce peuple. Denys peut donc passer pour « le premier des étruscologues ». Les interrogations qu'il a formulées ont été reprises à la Renaissance, puis par les scientifiques modernes.

## Étruscologues
classés par ordre chronologique (date de naissance)

### Antiquité
- Nigidius Figulus (-98 — -45)
- Claude (empereur romain) (-10 — 54), auteur d'une Histoire des Tyrrhéniens (nom grec des Étrusques) en vingt volumes, perdue.

### 1500 - 1799
- Thomas Dempster (1579 — 1623), De Etruria Regali Libri Vii (1723-1726)[3]
- Curzio Inghirami (1614 — 1655)
- Anton Francesco Gori (1691 — 1757)
- Mario Guarnacci (1701 — 1785)
- Ridolfino Venuti (1705 — 1763)
- Luigi Lanzi (1732 — 1810), Saggio di lingua etrusca e di altre antiche d’Italia (1789)
- James Millingen (1774 — 1845)
- Alessandro François (1796 — 1857)
- Karl Otfried Müller (1797 — 1840)

### XIXesiècle
- Adolphe Noël des Vergers (1805 — 1867)
- George Dennis (1814 — 1898)
- Wilhelm Paul Corssen (1820 — 1875)
- Wilhelm Deecke (1831 – 1897)
- Gian Francesco Gamurrini (1835 - 1923)
- Isidoro Falchi (1838 — 1914)
- Carl Pauli (1839 — 1901)
- Olof August Danielsson (1852 – 1933)
- Gustav Körte (1852 – 1917)
- Alf Torp (1853 – 1916)
- Jules Martha (1853 – 1932)
- Stéphane Gsell (1864 – 1932)
- Gustav Herbig (1868 – 1925)
- Emil Vetter (1878 – 1963)
- Pericle Ducati (1880 — 1944)
- Antonio Minto (1880 – 1954)
- Giulio Giglioli (1886 — 1956)
- Eva Fiesel (1891 — 1937)
- Luisa Banti (1894 – 1978)
- Giacomo Devoto (1897 – 1974)

### XXesiècle
Années 1900
- Ranuccio Bianchi Bandinelli (1900 — 1975)
- Otto Brendel (1901 — 1973)
- Jacques Heurgon (1903 — 1995)
- Giuliano Bonfante (1904 — 2005)
- Franz De Ruyt (1907 - 1992)
- Massimo Pallottino (1909 — 1995)
- Marcel Renard (1909 – 1990)

Années 1910
- Otto-Wilhelm von Vacano (1910 - 1997)
- Ambros Josef Pfiffig (1910 – 1998)
- Emeline Hill Richardson (1910 – 1999)
- Raymond Bloch (1914 — 1997)

Années 1920
- Sybille Haynes (1926)
- Alain Hus (1926)
- Helmut Rix (1926 — 2004)
- Erika Simon (1927)
- Roger Lambrechts (1927 — 2005)

Années 1930
- Larissa Bonfante (1931 — 2019)
- Carlo De Simone (1932)
- Giovanni Colonna (1934)
- Luciana Aigner-Foresti (1936)
- Jean-René Jannot (1936)
- Luciano Agostiniani (1939 — 2022)

Années 1940
- Peter Siewert (1940)
- Mauro Cristofani (1941 — 1997)
- Friedhelm Prayon (1941)
- Jean-Paul Thuillier (1943)
- Dominique Briquel (1946)
- Jean Gran-Aymerich (1947)
- Eugen Mavleev (1947/48 – 1997)

Années 1950
- Stephan Steingräber (1951)

Années 1960
- Martin Bentz (1961)
- Dirk Steuernagel (1964)

Années 1970
- Gilles Van Heems (1976)

### Non classés
- Sören Peter Cortsen
- Guido Achille Mansuelli
- Paul O. Pfister
- Cornelia Weber-Lehmann

## Étapes et évolution de l'étruscologie

### Au cours du Haut-Empire romain
Rome, qui sous Auguste fait de l'Étrurie la septième région d'Italie (la « REGIO VII »), subit fortement leur influence, qui perdure dans les institutions, les modes de vie, la langue, les goûts, l'amour du luxe, du faste et des banquets, la danse et la musique. Les goûts étrusques sont attestés par les peintures de leurs tombes, quoique ces dernières nous renseignent surtout sur ceux des classes aisées, c'est-à-dire sur les goûts d'une minorité de la population. L'empereur Claude est lui-même un spécialiste de la culture étrusque.
Dans les faits, ainsi que le révèlent les textes des anciens et les sources historiographiques récentes, la civilisation étrusque a non seulement contribué, pour une grande part, au développement de la culture romaine, mais a également permis d'introduire la pensée philosophique et le mode de vie grecs dans le quotidien des Romains. Ainsi, l'historien français Raymond Bloch établit le constat suivant :

« Sans doute, cependant, le legs le plus important que l'Étrurie aura fait à Rome aura-t-il été celui de l'hellénisme dont elle était imprégnée. »

— Raymond Bloch, Les Étrusques, 1968.

### À la Renaissance italienne

L'Antiquitatum variarum
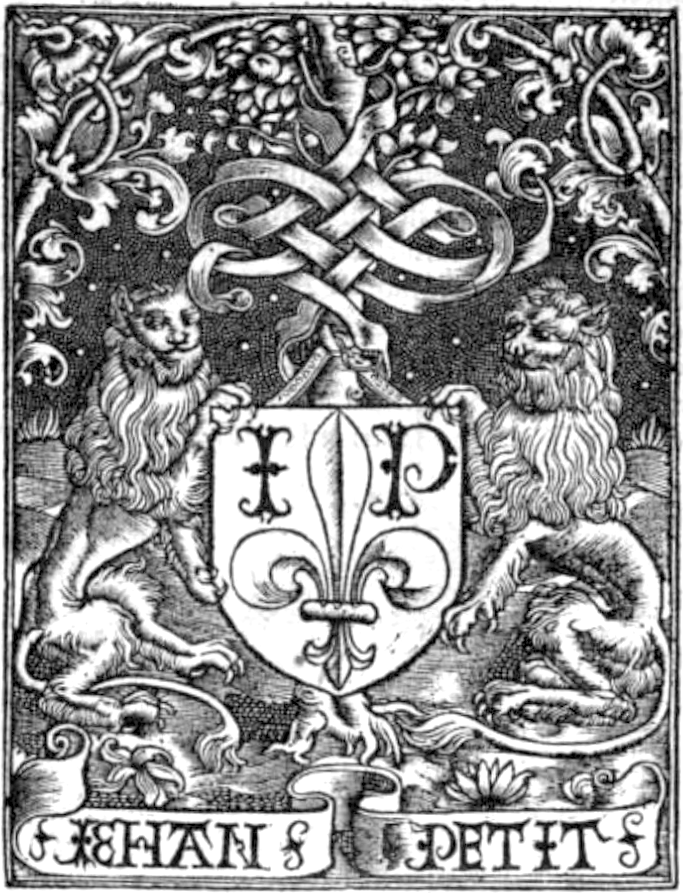
page de garde de l'Antiquitatum variarum volumina[a].

Bien que la mémoire des anciens Tusci réapparaisse sporadiquement dans les chroniques de la fin du Moyen Âge, c'est à la Renaissance que des études se portent sur les témoignages du monde étrusque. Ainsi, lorsqu'Annius de Viterbe découvre des sarcophages étrusques, ce dominicain s'arrange pour que lors d'une partie de chasse organisée en 1493 pour le pape Alexandre VI, le souverain pontife tombe « par hasard » sur une tombe étrusque et dégage les fonds pour poursuivre les recherches. De Viterbe publie à Rome en 1498, un recueil intitulé Antiquitatum variarum (it) et consacré notamment à la civilisation étrusque qu'il relie aux Hébreux mais l'érudit Joseph Juste Scaliger montrera la fausseté de ce recueil.

Les premières découvertes d'artéfacts étrusques au cours de la Renaissance italienne
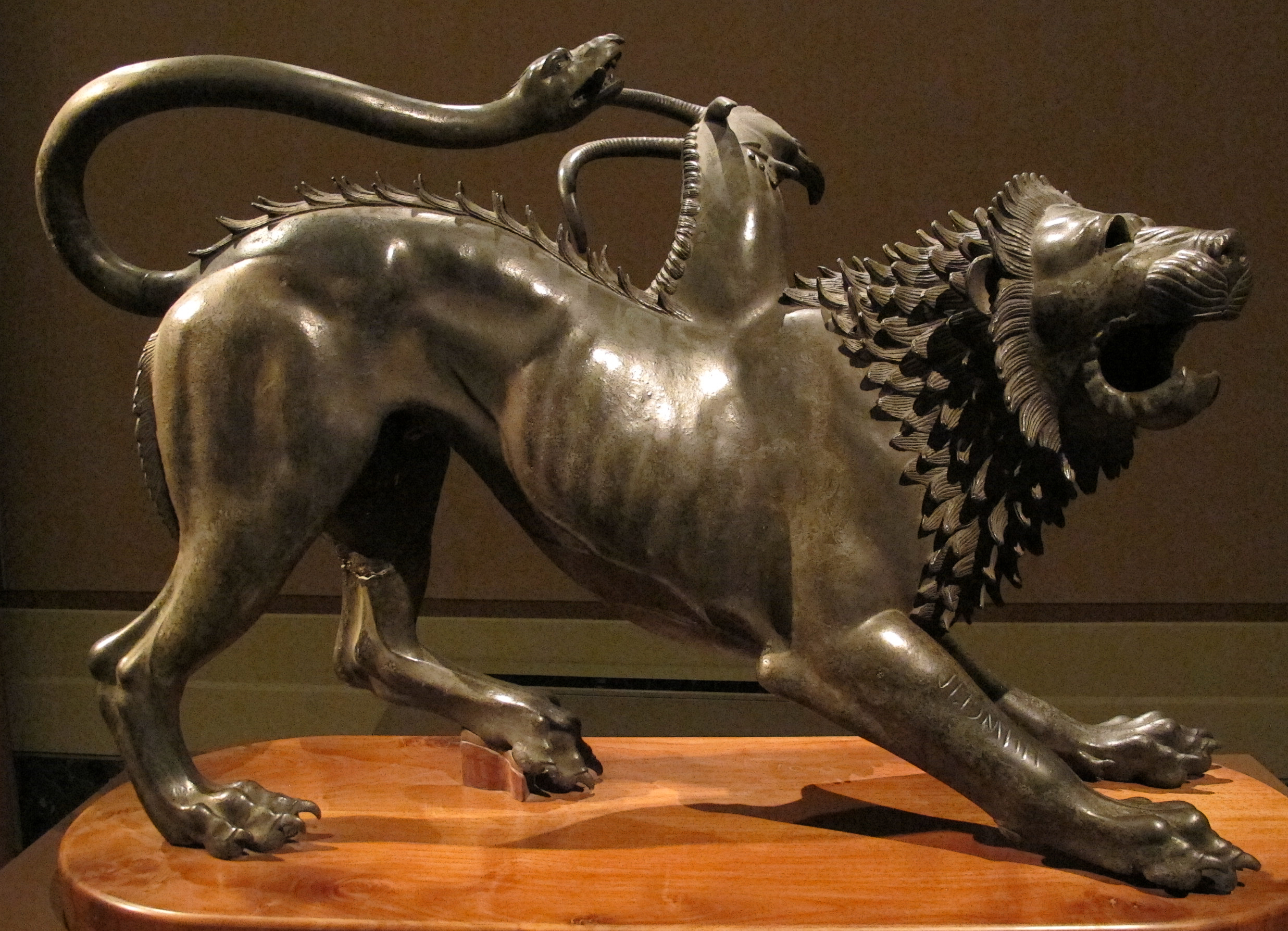
Chimère d'Arezzo, Florence, musée archéologique national.
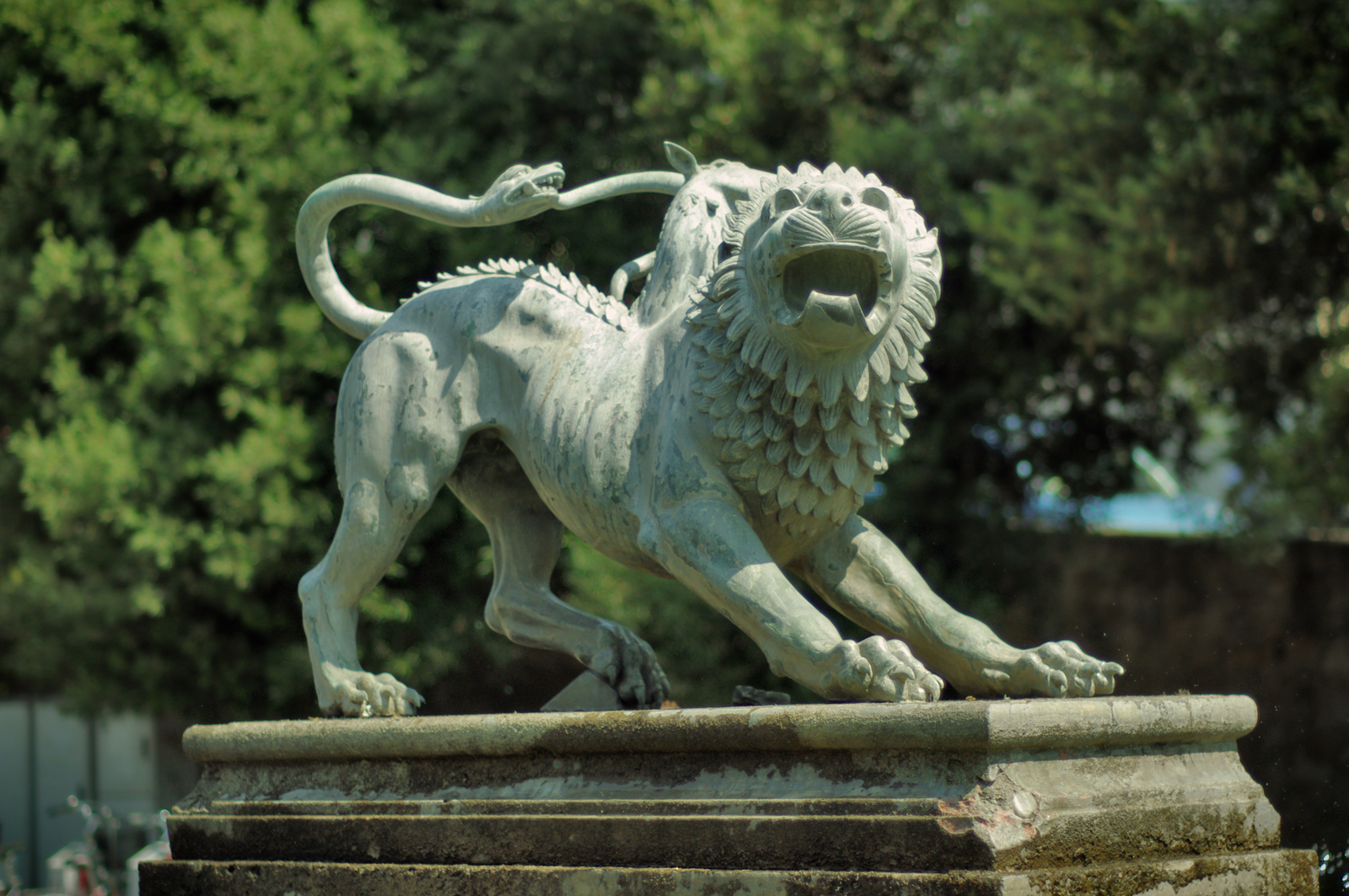
Reproduction de la chimère d'Arezzo[b].
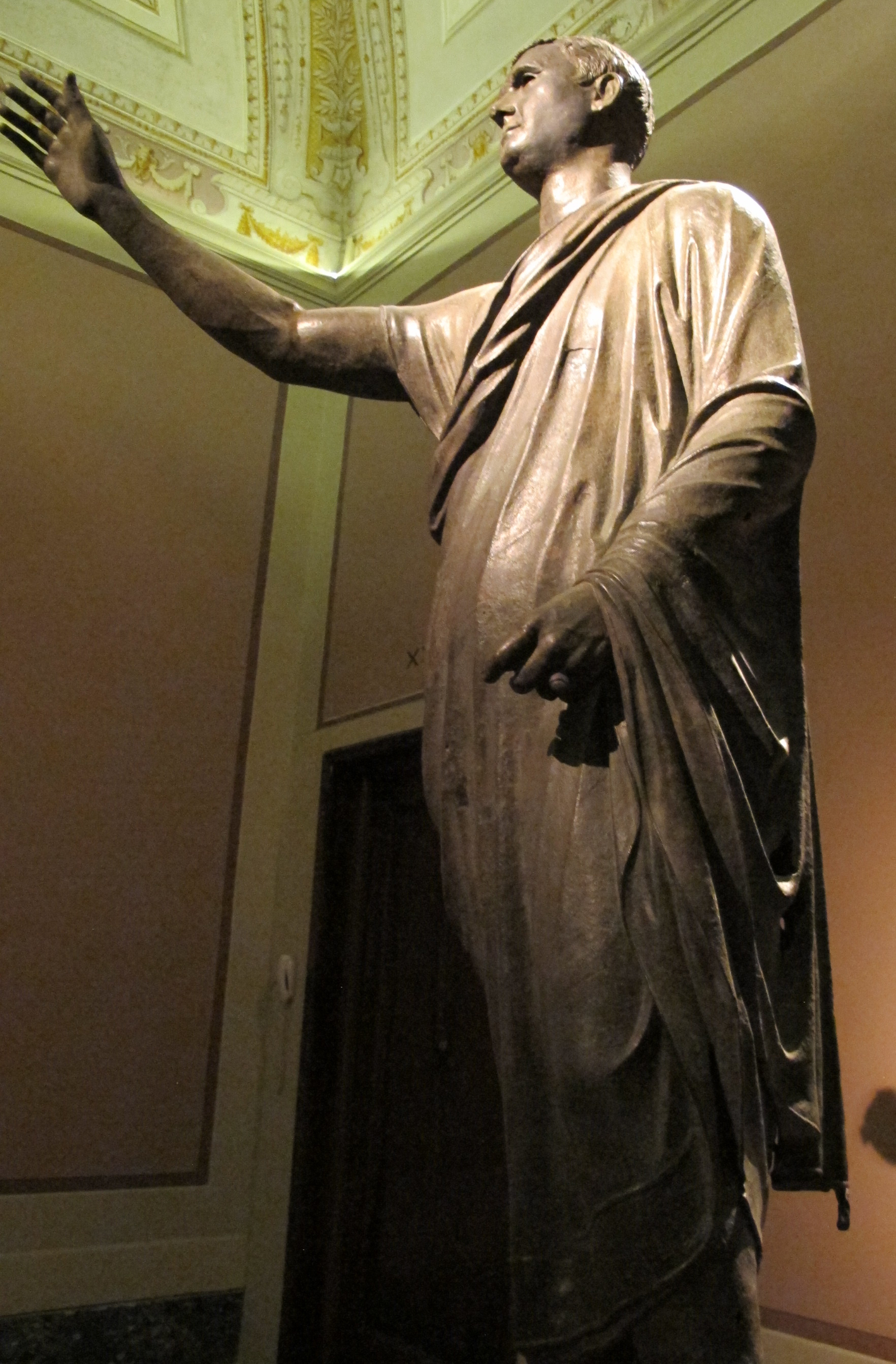
L'Arringatore, retrouvé en 1556[c].

Le 15 novembre 1553, une statue de bronze est découverte dans la ville d'Arezzo lors de la construction de fortifications des Médicis à la périphérie de la ville. Cette Chimère d'Arezzo est immédiatement revendiquée par le grand-duc de Toscane Cosme Ier. Une autre découverte fortuite, L'Arringatore, a lieu en 1556, près de Pérouse,. Il s'agit d'une sculpture de typologie artisanale étrusque et attribuée tournant du IIe siècle av. J.-C. et du Ier siècle av. J.-C.. Cette statue ouvragée en bronze est accompagnée d'une inscription en langue étrusque sur le pan inférieur droit de sa toge,.
Au cours de la renaissance italienne, et plus particulièrement au cinquecento toscan, l'héritage culturel du peuple étrusque semble également se répercuter sur les formes d'idéologies politiques et philosophiques. Dans l'un de ses ouvrages de critique d'historiographie antique, le « Variarum lectionum libri : commentaires sur les auteurs antiques », le philologue et humaniste florentin Piero Vettori (1499 - 1585), détermine un parallèle entre l'organisation politique et territoriale de l'Étrurie et celle de la Toscane du XVIe siècle. Ainsi, selon l'auteur italien, le système politique et organisationnel étrusque préfigure et affecte de manière indirecte, la logique oligarchique florentine, et plus globalement toscane, à l'époque du quattrocento et plus incidemment, à celle du cinquecento. D'après Piero Vettori, le mode de fonctionnement gouvernemental étrusque, basé sur la structure dite des lumniones, lesquelles sont subordonnées aux dodécapoles étrusques, trouve un écho indubitable au sein de la politique de gouvernance oligarchique et contemporaine de ce dernier. L'historiographe explique et définit, au travers du seul exemple de la cité Toscane de Florence et à l'instar d'autres villes d'importance telles que Venise, ou encore Rome, la concordance et l'unité culturelles existant entre ces deux périodes distantes de 18 à 24 siècles.

L'étruscologie chez les auteurs classiques du cinquecento toscan et de la renaissance française
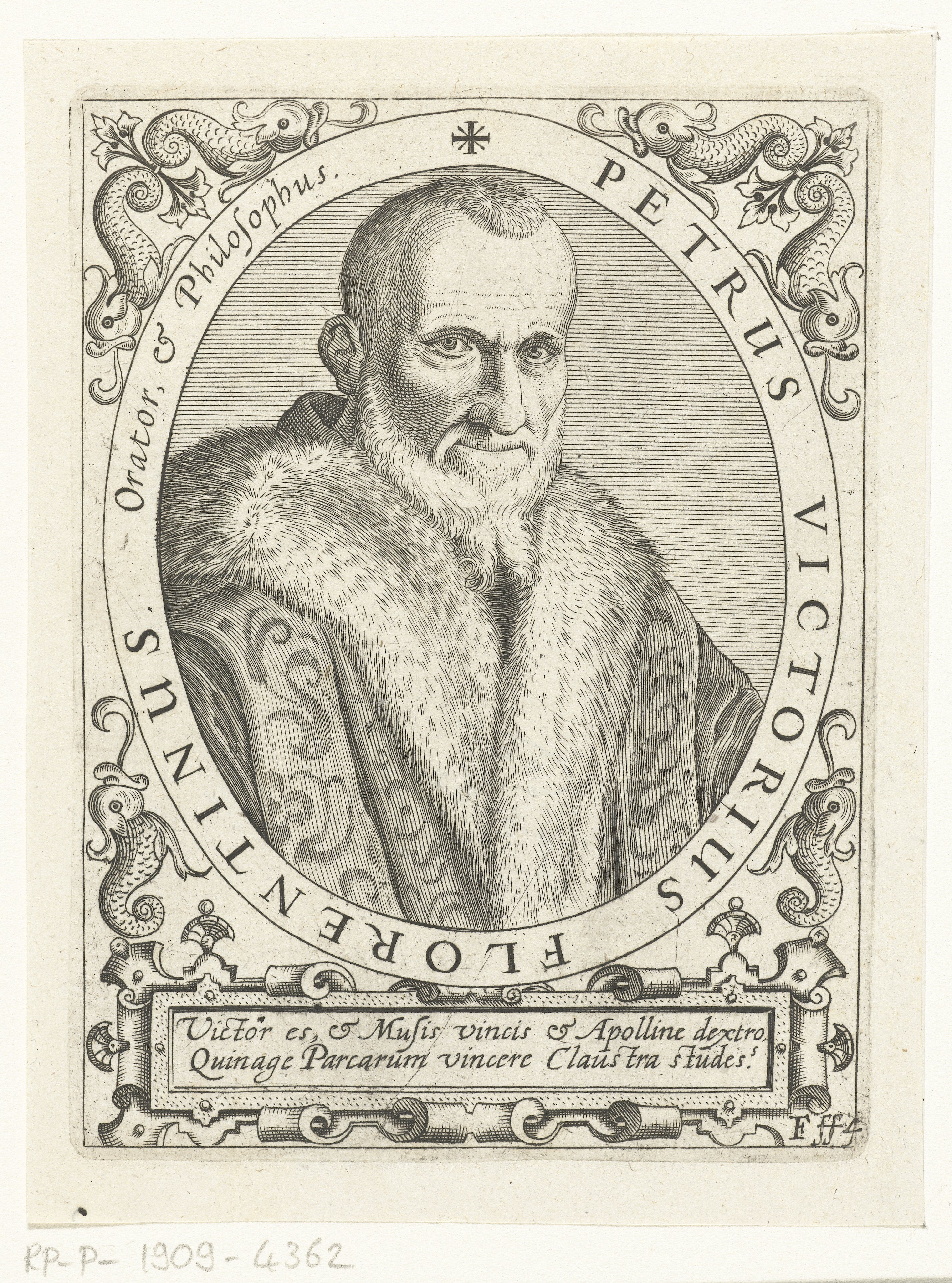
Gravure iconographique figurant du philologue, historiographe et humaniste florentin Piero Vettori (1499 - 1585) en buste[i].
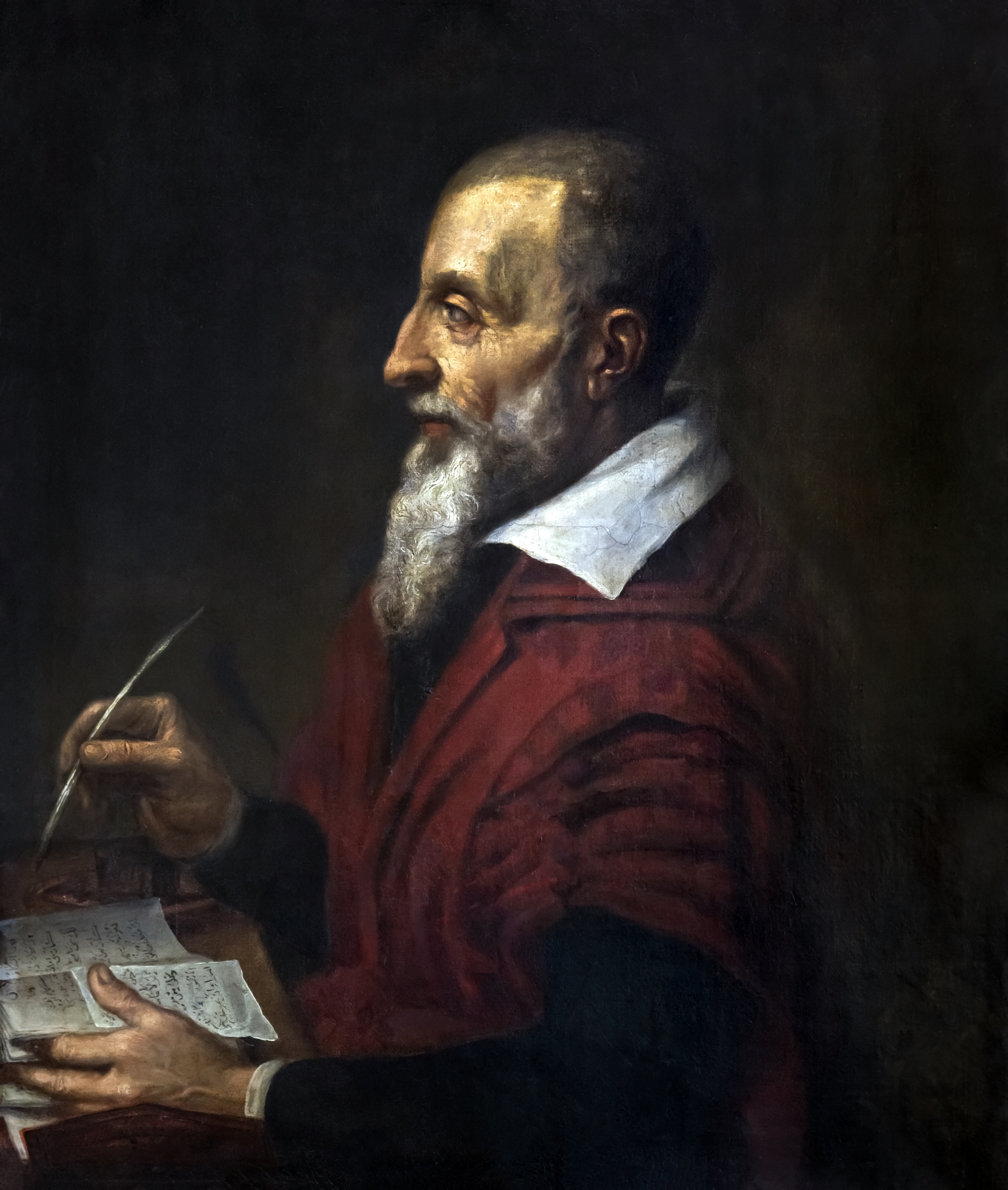
Portait du poète et érudit français Joseph Justus Scaliger (1558 - 1609).

Les Étrusques et les artistes de la Renaissance italienne
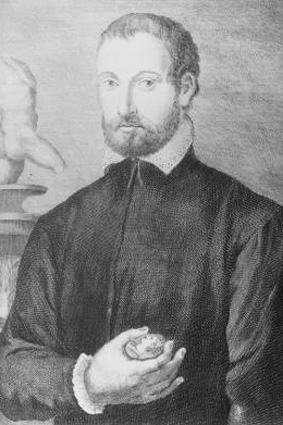
Portrait seriegraphié de Benvenuto Cellini (1500 - 1571)[j],[k].

### Époque moderne

#### Étruscomanie et étruscologie
Le savant écossais Thomas Dempster rédige entre 1616 et 1619 le traité De Etruria Regali, un des premiers ouvrages d'étruscologie.
Au XVIIIe siècle, l'Italie et l'Europe connaissent un véritable engouement pour les Étrusques, l'étruscomanie (Etruscheria en italien). Le siècle des Lumières s'alimente du goût des antiquités, et du modèle universel, autant moral qu'esthétique. Ceci est d'autant plus encouragé par l'engouement de nouvelles découvertes archéologiques recherchées par les adeptes du Grand Tour en Italie, en plus de la contemplation des vestiges de Rome. Le romantisme s'en empare également et naît le style étrusque.
Proche de la ville moderne de Tarquinia, les archéologues mettent au jour depuis le XIXe siècle, sur le site de Monterozzi, une importante nécropole de plus de 6 000 tombes. À la fin du XIXe siècle, le médecin italien Isidoro Falchi identifie la cité étrusque de Vetulonia.
À l'époque des Lumières, au début du XVIIIe siècle, l'historien français Nicolas Fréret (1688 - 1749) fut l'un des pères fondateurs de l'étruscologique française moderne. Ce dernier s'oppose notamment à son pair et homologue italien Stephano Rossi, en proposant une interprétation différente concernant les origines ethniques des Étrusques,,. Après avoir réalisé des travaux sur des objets retrouvés dans certaines sépultures situées en Italie padane, l'archéologue français estime que ces artefacts sont le fait d'un artisanat proche de celui des populations vivant en Méditerranée orientale,,,,,

Nicolas Fréret, l'un des pères fondateurs de l'étruscologie française moderne
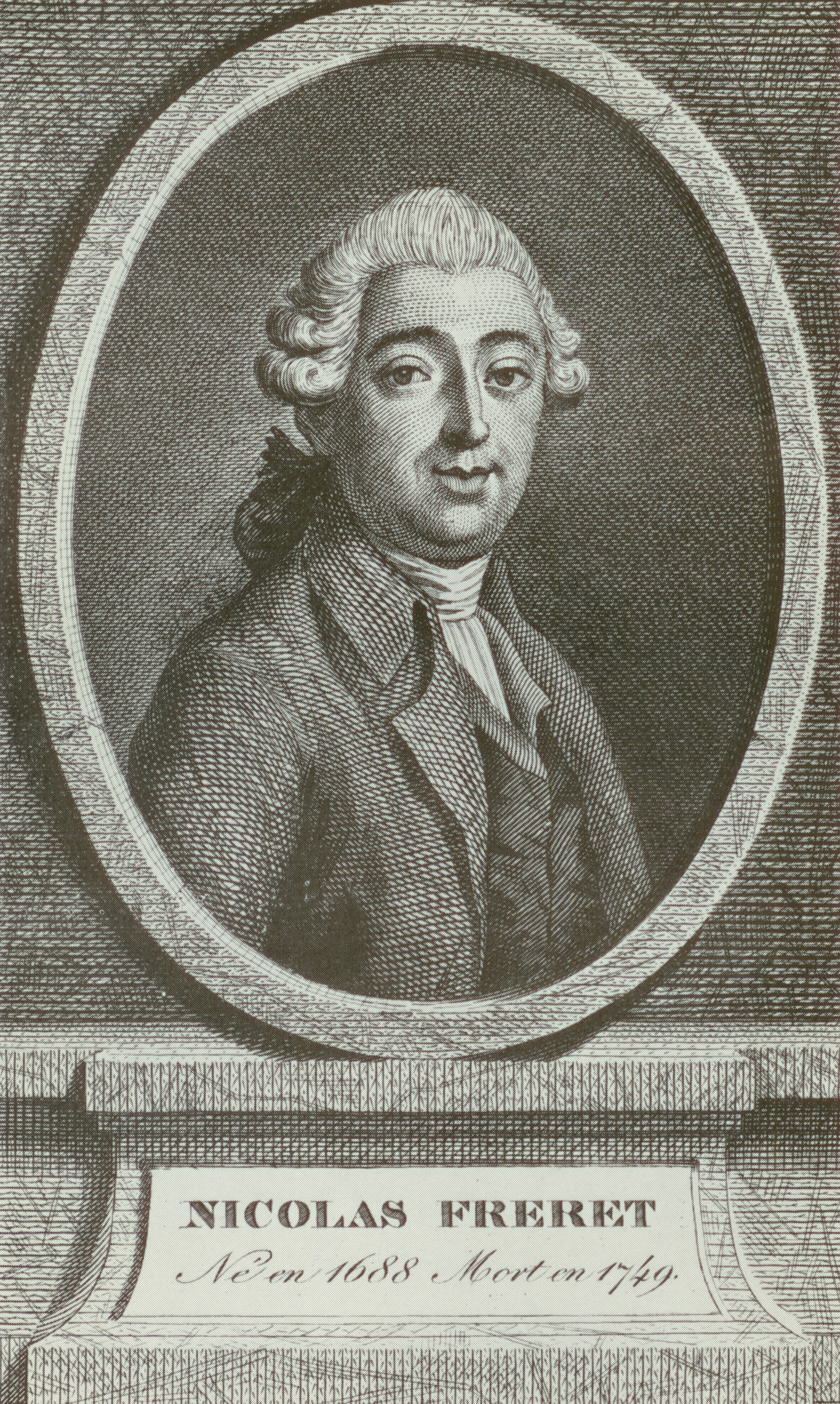
Portrait de Nicolas Fréret.

#### Époque contemporaine et muséographie
L'étruscologie moderne
Dès le début du XIXe siècle, grâce aux travaux de recherches de l'historien et étruscologue florentin Giuseppe Micali (1769 - 1844),, les connaissances de l'antique civilisation toscane, connaissent des avancées considérables. Les fouilles archéologiques, notamment au sein des tombeaux et nécropoles étrusques, permettent d'identifier et de mettre en évidence, par le biais des multiples objets funéraires, mais également des fresques murales peintes, les différentes phases de leur histoire, leur vie quotidienne, leur art et leur culture et philosophie,,.
À partir du début du XXe siècle, l'étruscologie se constitue en tant que discipline universitaire autonome, avec des chaires spécialisées, une revue de référence et des colloques internationaux. Des historiens, tels que Raymond Bloch, Jean-René Jannot, Jacques Heurgon, puis plus tard Dominique Briquel, Jean-Paul Thuillier et Jean-Noël Robert, mettent en relief de nouvelles approches et interprétations de l'ancien peuple toscan,,. Pour équivalence, les prospections archéologiques réalisées au sein du territoire étrusque, permettent de découvrir de nombreuses fortifications, mais aussi, et surtout, des inscriptions épigraphiques portant des caractères issus de l'alphabet étrusque,. Pour autant, cette civilisation suscite, encore à l'époque contemporaine, des interrogations et des problématiques non résolues. Néanmoins, l'intérêt porté par les historiens, et plus généralement par le public, grâce aux nombreuses expositions permanentes ou éphémères, demeure toujours vivace. Jean-Marc Irollo, dans la conclusion de son ouvrage Histoire des Étrusques, apporte une lumière sur l'incidence des Étrusques au sein de l'époque actuelle :

« Plus de vingt siècles ont passé et la singularité de la culture et du mode de vie étrusques ne cessent d'étonner. De leur vivant, les peuples voisins les considéraient eux aussi comme différents, choqués en particulier par la place privilégiée accordée aux femmes dans leur société. Leur art, longtemps jugé mineur par les historiens qui ne juraient que par le néo-classicisme gréco-romain, a séduit au XXe siècle de nombreux artistes dont le regard avait déjà été transformé par l'abstraction et le surréalisme. D'aucuns ont rapproché certaines peintures étrusques tardives de celles des fauves de Braque ou des personnages de Rouault qui semblent marqués par la même sensibilité douloureuse. Quelques auteurs contemporains ont même employé au sujet de civilisation le terme de modernité. »

— Jean-Marc Irollo, 2010, pages 187 et 188.
L'auteur poursuit :

« Après des siècles de domination sans partage de la pensée classique héritée de Rome, il est bon de prendre conscience qu'il existait en Italie, avant la domination de Rome, une culture alternative à laquelle les Romains doivent beaucoup.[...] C'est là le paradoxe étrusque : une civilisation originale à bien des égards, ouverte aux influences étrangères, mais aussi fortement réactionnaire, comme ses classes dirigeantes qui sont les moins mal connues de nous. »

— Jean-Marc Irollo 2010, pages 188 et 189.
Enfin, Jean-Marc Irollo ajoute :

« L'attitude des Toscans était déterminée par une véritable hantise d'exister, somme toute présente dans les mentalités actuelles. »

— Jean-Marc Irollo, 2010, page 188.

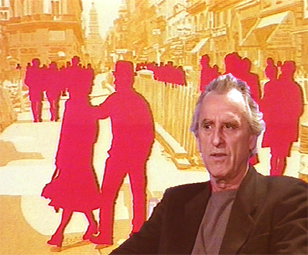
Le peintre figuratif Gérard Fromanger.

Certains artistes du XXe siècle, ont su matérialiser, au travers de leurs œuvres, le souffle et la portée de la pensée culturelle étrusque. Ainsi, concernant l'inspiration que le figuratiste Gérard Fromanger, dans l’exécution de son art, a pu trouver dans le creuset artistique étrusque, lors d'une exposition au Musée Maillol en 2013, le peintre originaire des Yvelines a eu cette remarque :

« Je suis aimanté par cette civilisation. Les Étrusques sont pour moi des gens vivants avec qui je parle. Ils semblent avoir vécu pour une idée du bonheur commun, et continuent à nous renvoyer cette tentative du bonheur commun, du bonheur de vivre. »

— Gérard Fromanger.
L'héritage culturel des Étrusques dans l'actuelle Toscane
Au détour de son propos introductif sur les Étrusques, le professeur émérite Jean-Noël Robert éclaire sur la vision et l'impact de l'ancien peuple d'Étrurie dans l'inconscient collectif de population toscane contemporaine et des liens qui unissent les Étrusques et leurs héritiers :

« Aujourd'hui le Florentin dédaigne la comparaison avec un Romain ou un Napolitain. Il se revendique Toscan, quand il ne se dit pas étrusque, comme pour souligner sa différence. Sa terre, aux riches reflets d'un vert tendre et argenté, est irriguée d'une eau abondante qui la nourrit. Sa richesse tient dans sa générosité, dans sa diversité ; une lumière douce irise un paysage subtil dont le raffinement a également pénétré le tempérament des hommes. Pour les habitants actuels de la terre sereine des Étrusques, la Toscane est autre, mais tient lieu de blason à l'Italie tout entière, à laquelle, au fond de leur cœur, elle se résume.
Orgueil d'un peuple qui n'a pas peu compté dans l'épanouissement glorieux de la Rome antique et qui a distillé, en d'autres temps, l'esprit de finesse de la Renaissance en insufflant, pour la seconde fois de son histoire, un nouvel essor au monde occidental. Un creuset, donc. Une terre bénie des dieux où s'harmonisent la nature et le génie des hommes. »

— Jean-Noël Robert, 2008, pages 10 et 11.
La muséographie et les expositions
- Le musée Maillol à Paris, dans sa réflexion sur la culture européenne, a consacré une exposition aux Étrusques avec « Étrusques. Un hymne à la vie » , du 18 septembre 2013 au 9 février 2014[33].
- Compiègne, musée Antoine-Vivenel, « Voyage en terre étrusque » , du 20 juin 2015 au 3 janvier 2016[34].

Exposition Voyage en terre étrusque, au Musée Antoine-Vivenel
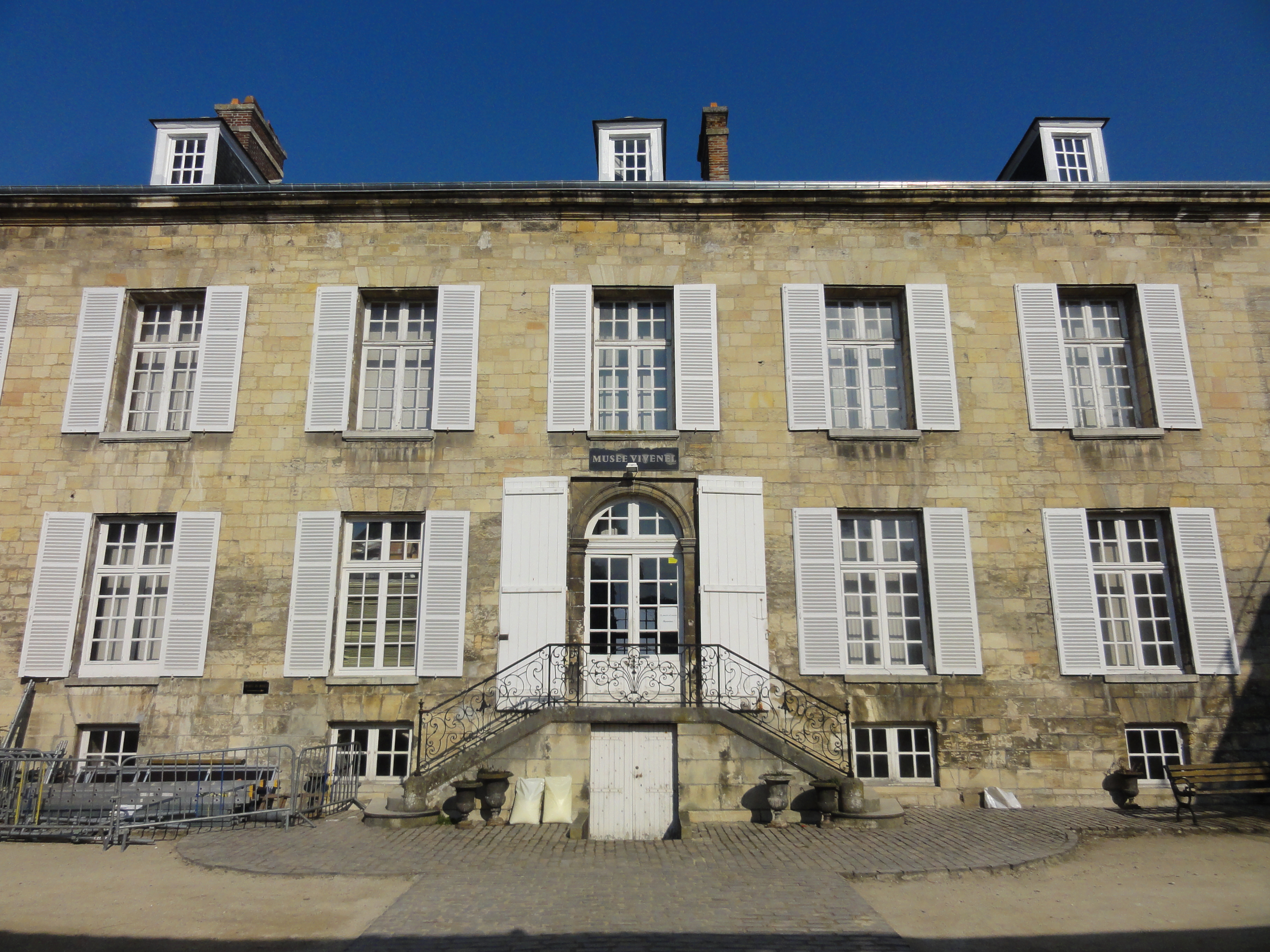
Facade de l'Hôtel de Songeons-Bicquilley, bâtiment abritant le Musée Antoine-Vivenel, à Compiègne, dans l'Oise.
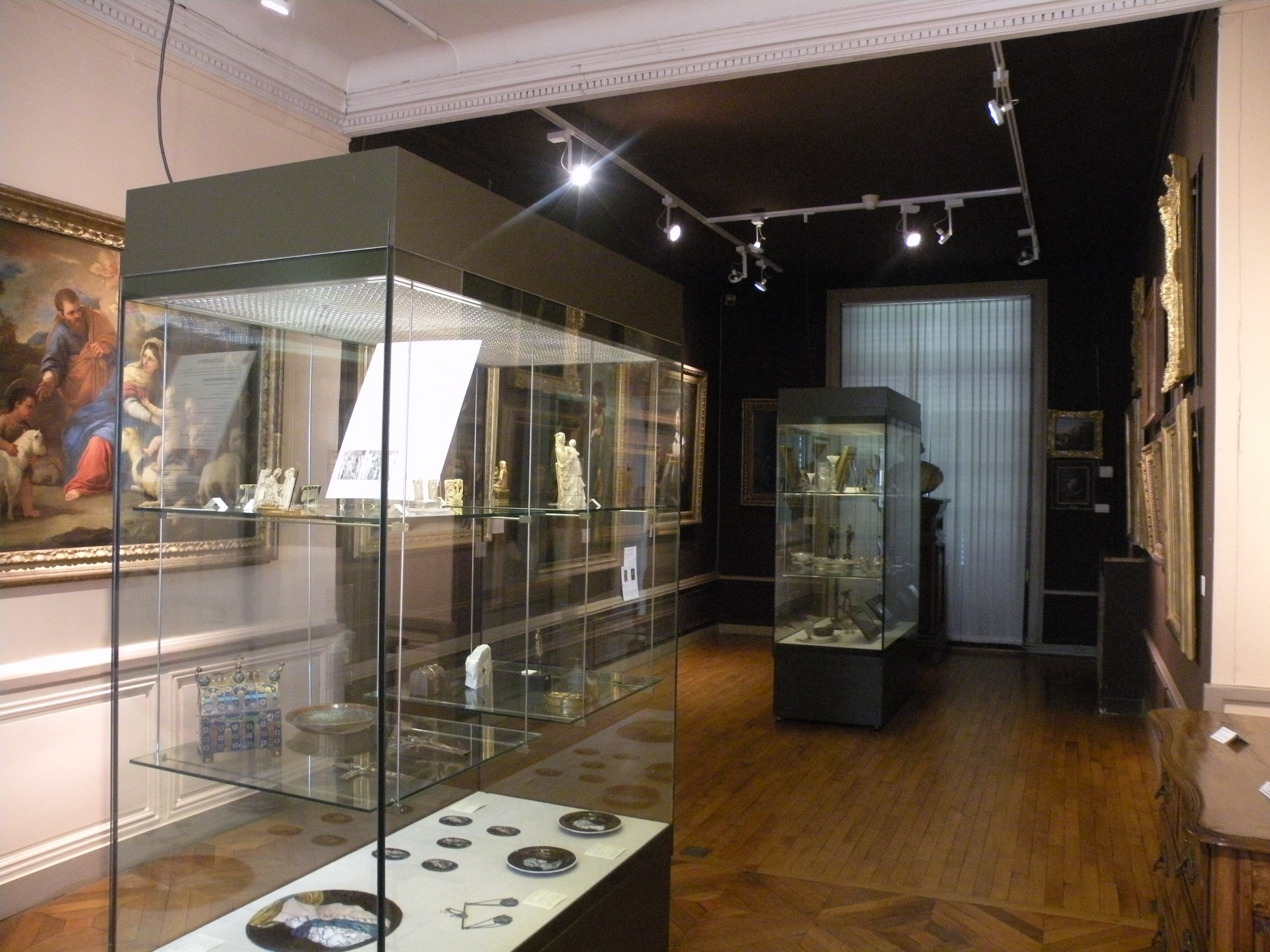
Vitrine d'exposition au Musée Antoine-Vivenel.
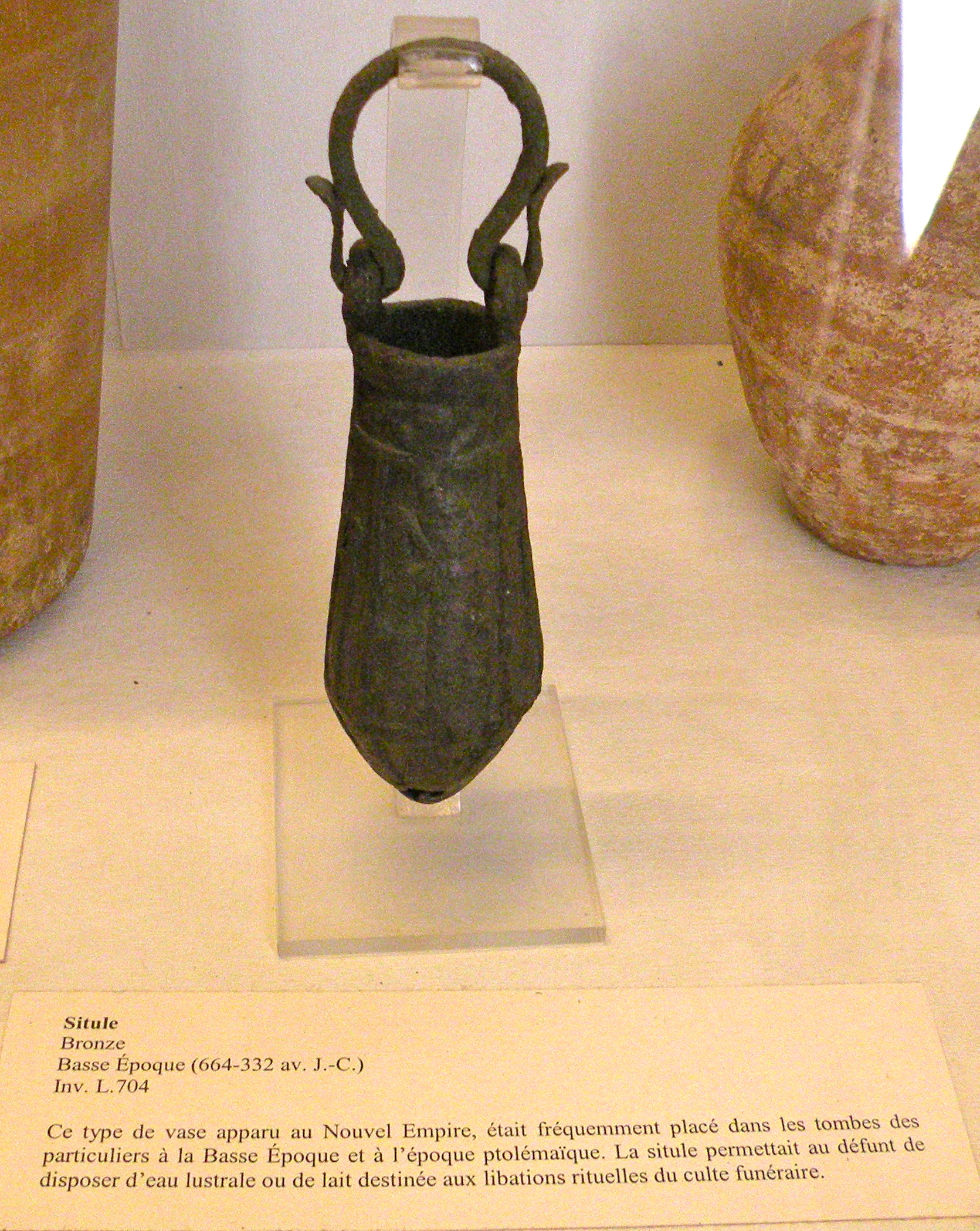
Situle étrusque en bronze, lors de l'exposition « Voyage en terre étrusque », au Musée Antoine-Vivenel.

- L'exposition temporaire « Les Étrusques et la Méditerranée » : « La cité de Cerveteri », consacrée à Cerveteri, s'est tenue dans la galerie des expositions temporaires du Musée Louvre-Lens, à Lens, dans le Pas-de-Calais, du 5 décembre 2013 au 10 mars 2014[35]. Une exposition italienne, « Gli Etruschi e il Mediterranéo : La città di Cerveteri », portant sur le même sujet, s'est déroulée simultanément au Palazzo delle Esposizioni, à Rome[36]. L'une des pièces les plus remarquables, parmi les 400 objets exposés, est le Sarcophage des Époux[35].

L'exposition Les Étrusques et la Méditerranée : La cité de Cerveteri au Musée Louvre-Lens
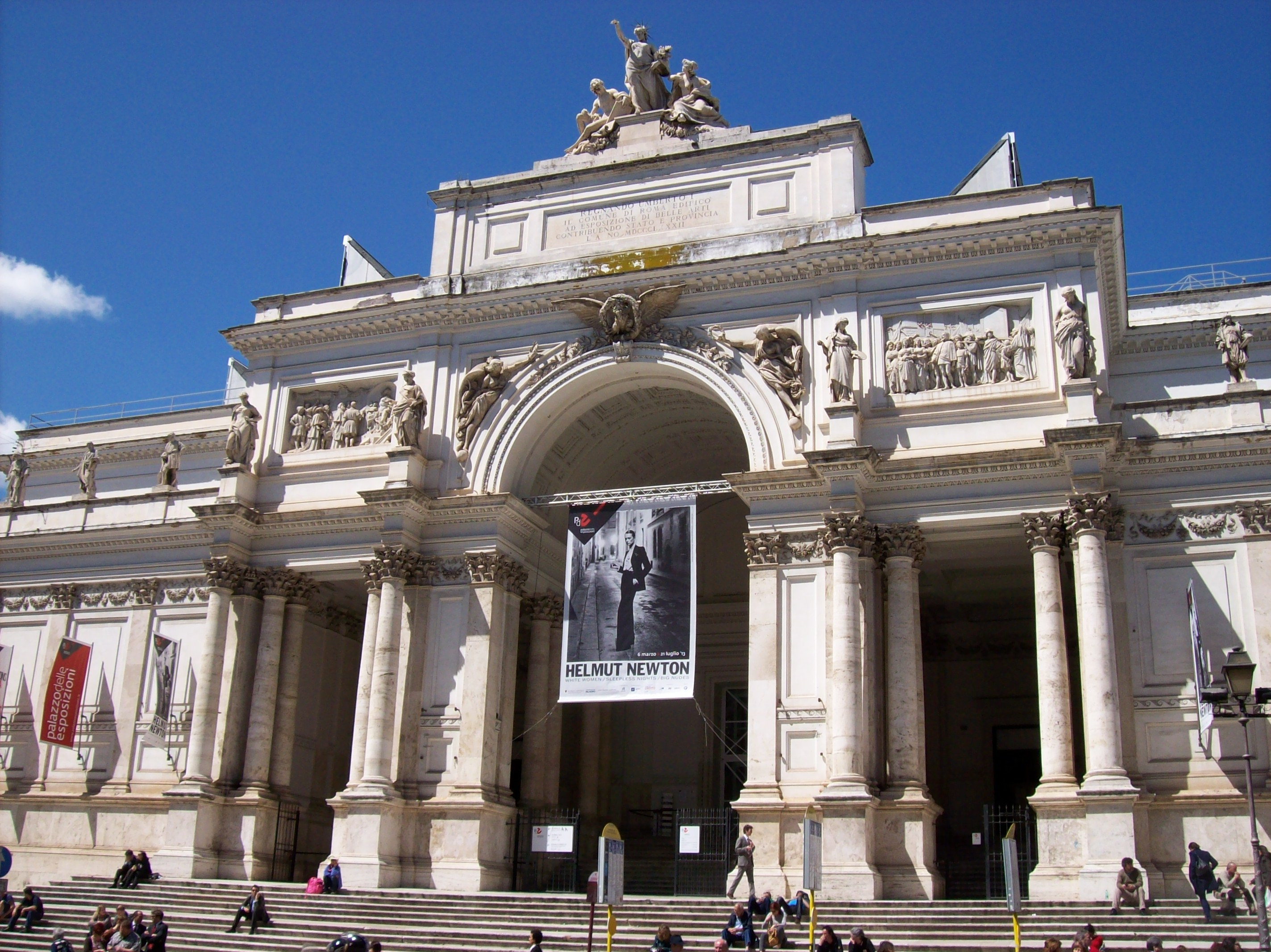
Le Palazzo delle Esposizioni de Rome.
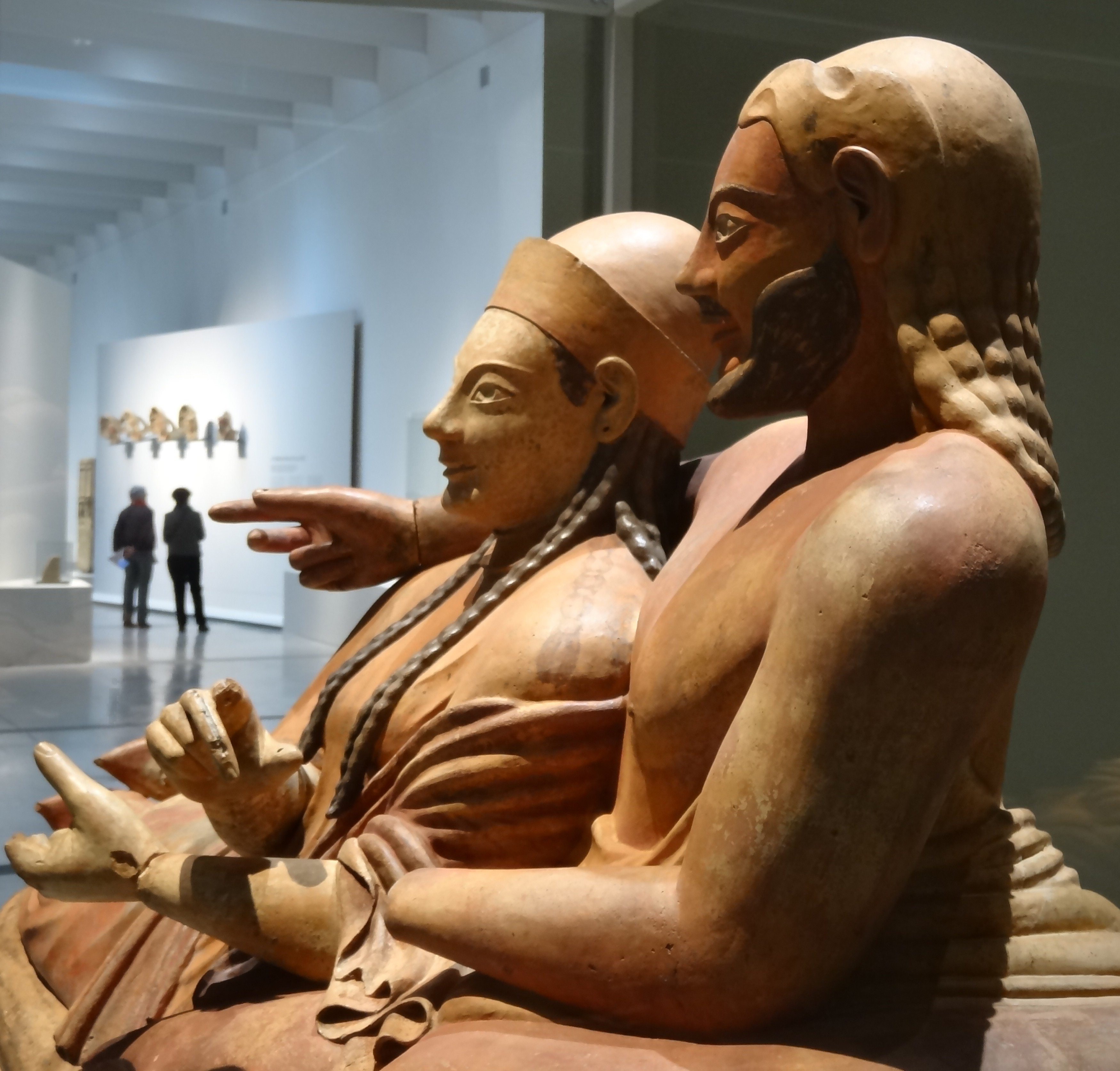
Le Sarcophage des Époux.
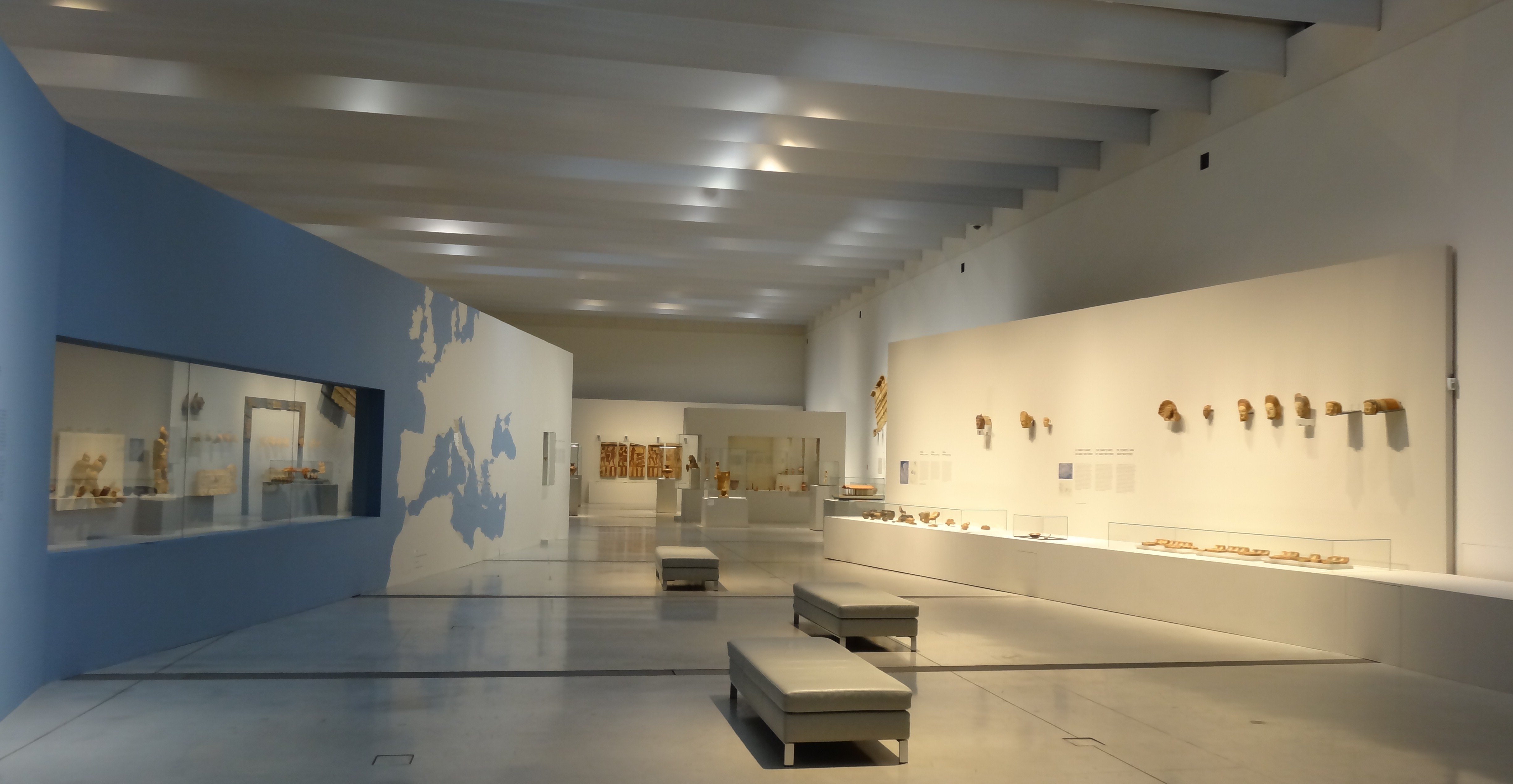
Galerie d'exposition.
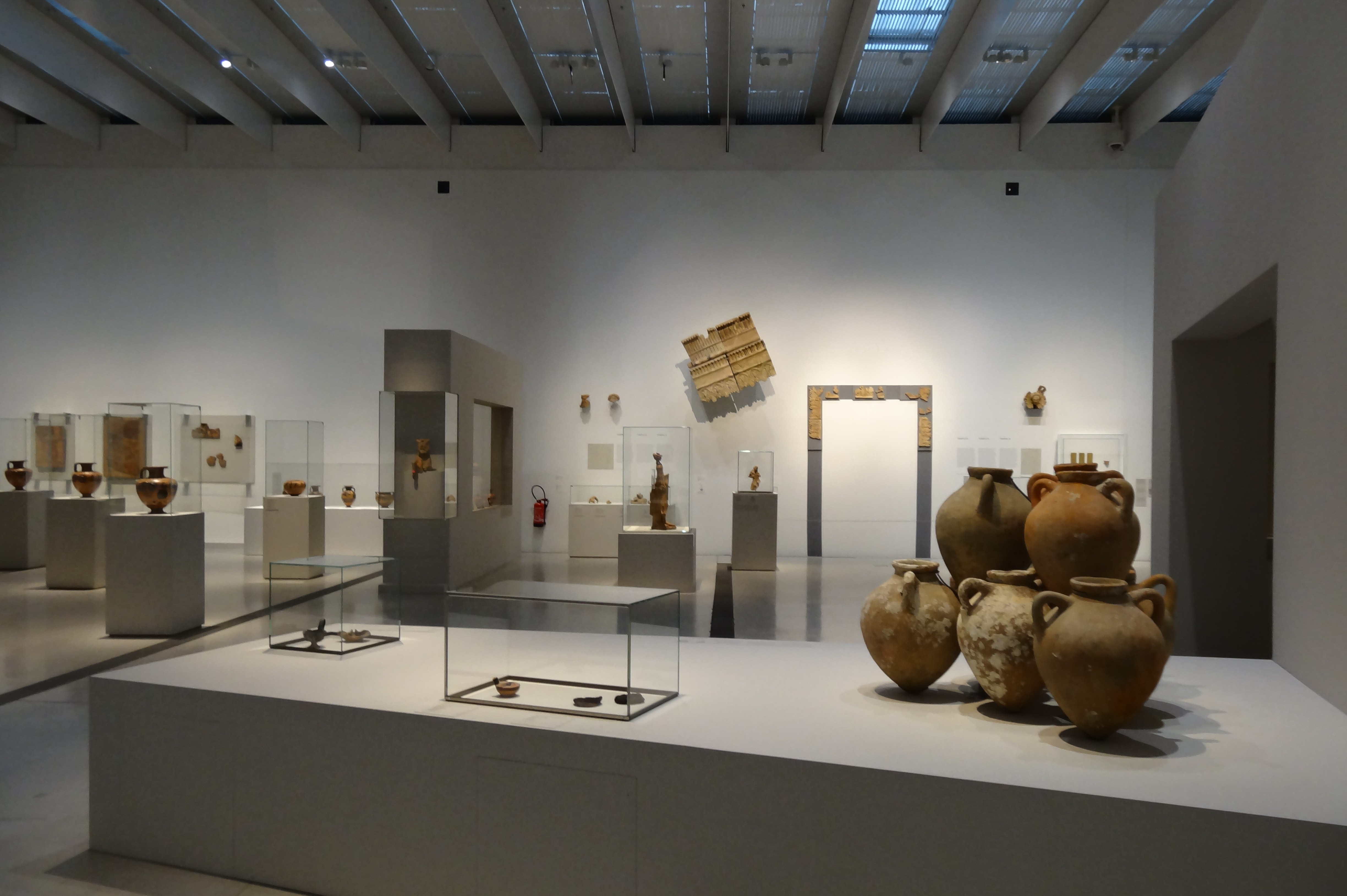
Id.
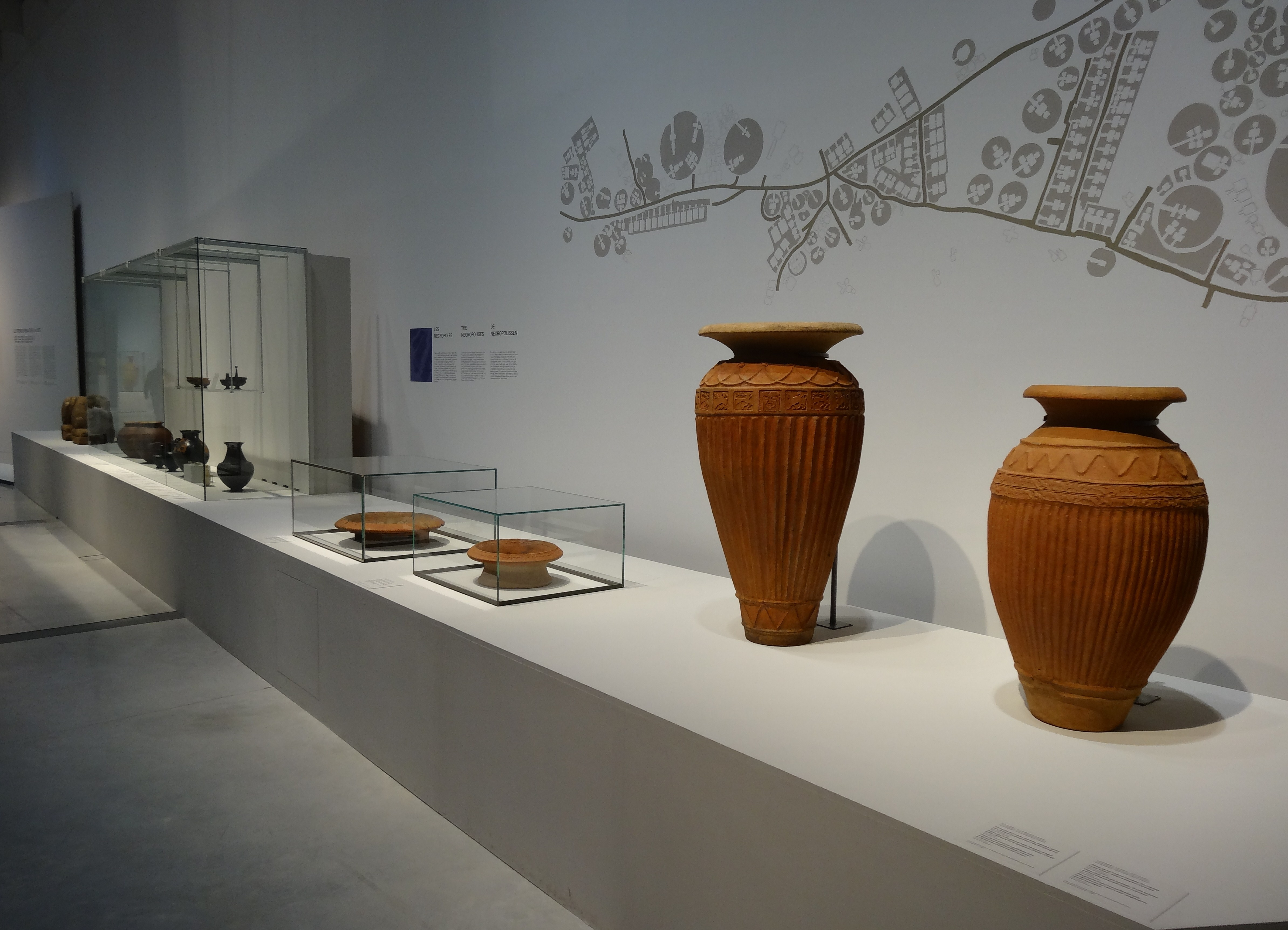
Id.
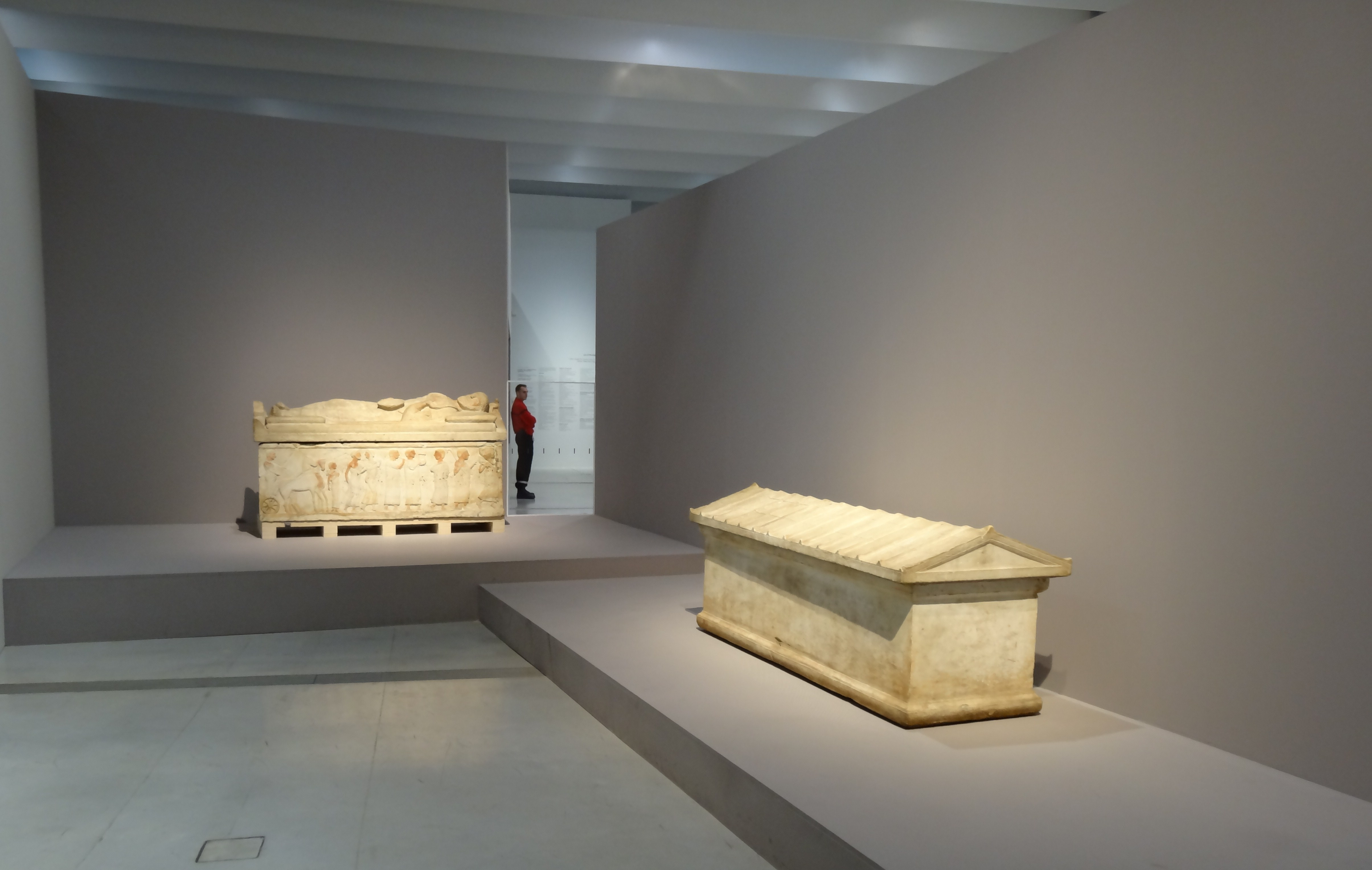
Id.
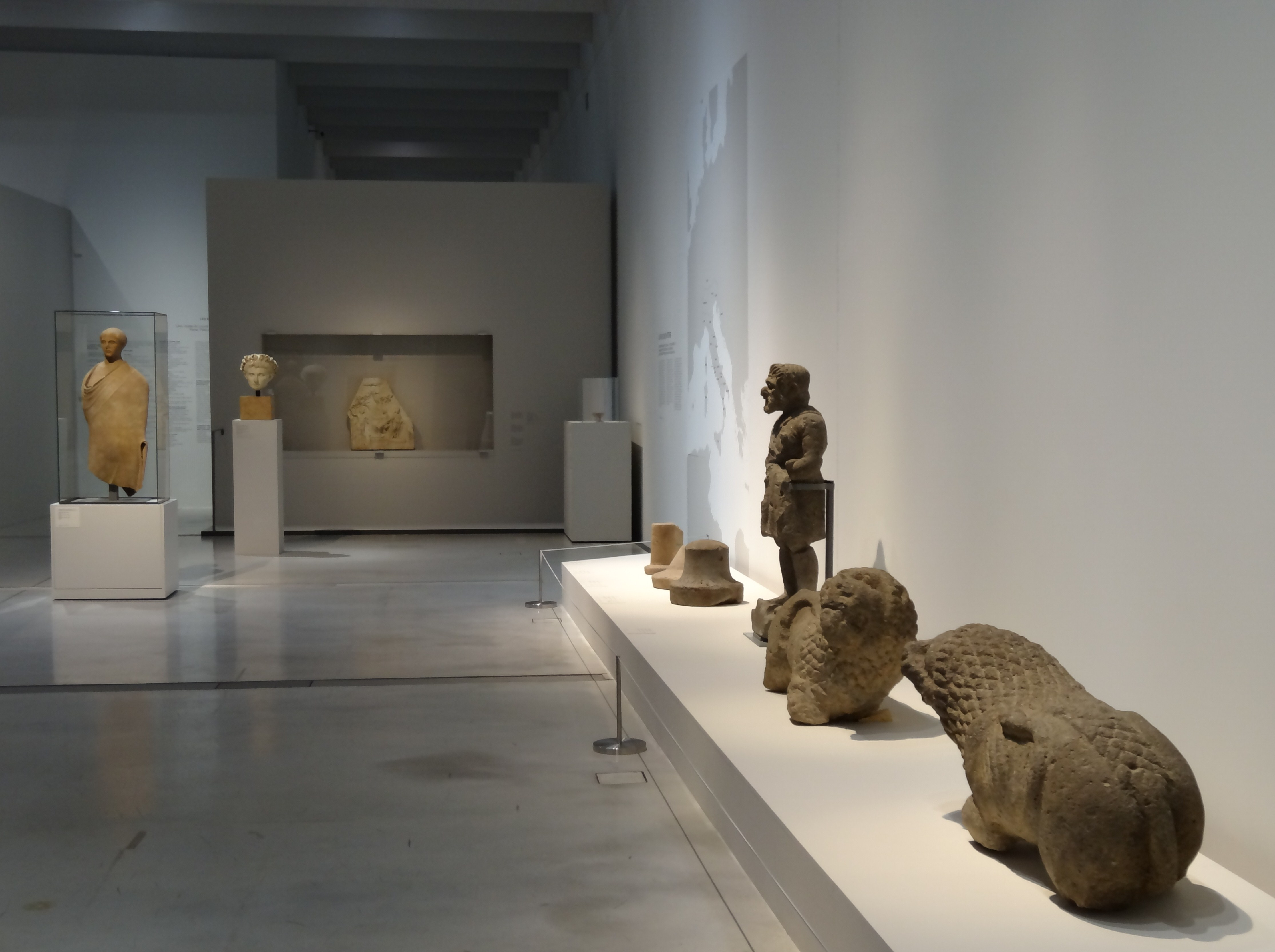
Id.

« Le choix de la civilisation étrusque et de la cité de Cerveteri comme sujet de la première exposition archéologique du Louvre-Lens est motivé par trois raisons. Tout d’abord, l’exposition rappelle l’importance historique de Cerveteri, l’antique Caere. Elle fut une puissance majeure en Méditerranée occidentale. Largement tournée vers la mer grâce à son port, Pyrgi, elle développa d’intenses relations politiques, économiques et culturelles avec le monde punique et plus encore avec le monde grec.
Cerveteri eut en outre des liens privilégiés avec Rome, jusqu’à l’affrontement final et à l’incorporation de la cité étrusque dans le nouvel Empire romain. Il est possible de retracer cette histoire grâce à la richesse de la documentation archéologique ancienne et notamment de la collection cérétaine du Louvre, la plus importante conservée hors d’Italie. Les œuvres du Louvre sont complétées par des pièces d’autres collections prestigieuses (Rome, Londres, Copenhague, Berlin). L’exposition est enfin l’occasion de faire le point sur l’actualité de la recherche archéologique. Ces dernières décennies, l’exploration des nécropoles a apporté de nombreuses découvertes importantes. Mais c’est surtout le cœur de la ville antique qui a livré les données les plus nouvelles. Ces dernières fouilles ont considérablement enrichi la connaissance de la cité et permis de recontextualiser les pièces majeures issues des fouilles du XIXe siècle. »

— Rédaction de Beaux Arts magazine, 4 décembre 2013.